# Аксай (Хобдинський район)
Акса́й (каз. Ақсай) — село у складі Хобдинського району Актюбінської області Казахстану. Входить до складу Жарсайського сільського округу.
У радянські часи село називалося Благовіщенка.
Населення — 142 особи (2021; 283 у 2009, 316 у 1999, 396 у 1989).